# Shirley MacLaine

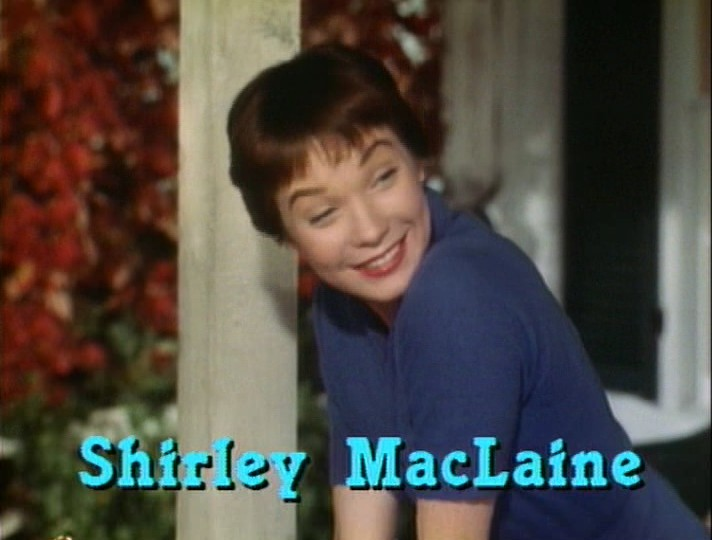
MacLaine w filmie Kłopoty z Harrym (1955)

Shirley MacLaine, właśc. Shirley MacLean Beaty (ur. 24 kwietnia 1934 w Richmond w Wirginii) – amerykańska aktorka, piosenkarka, tancerka, pisarka i aktywistka społeczna.
Laureatka Oscara za rolę w filmie Czułe słówka, była sześciokrotnie nominowana do tej nagrody.

## Życiorys
Urodziła się w Richmond w Wirginii jako córka Kathlyn Corinne Beaty (z domu MacLean; 1903-1993), aktorki i nauczycielki gry aktorskiej, i Iry Owensa Beaty’ego (1903-1987), muzyka, aktora, profesora psychologii, administratora szkół publicznych i agenta nieruchomości. Jej ojciec był Amerykaninem z Wirginii, a matka – Kanadyjką z Cape Breton w Nowej Szkocji. Ma młodszego brata, Warrena, który jest aktorem i reżyserem.
Kiedy miała cztery lata, rozpoczęła treningi tańca baletowego. Dwa lata później zafascynowała się filmem i razem z bratem zaczęła regularnie chodzić do kina. Jej młodzieńczymi idolami byli Rita Hayworth, Eleanor Powell, Fred Astaire, Clark Gable, Alan Ladd i Doris Day. Uczyła się w Amerykańskiej Szkole Baletu. Karierę sceniczną zaczęła w 1950 jako tancerka w objazdowym spektaklu broadwayowskim Oklahoma!. Następnie wystąpiła w broadwayowskich spektaklach: Julia i ja (reż. George Abbott) jako tancerka oraz Piknik w piżamach (The Pajama Game; reż. George Abbott i Jerome Robbins), początkowo jako tancerka i chórzystka, a później jako dublerka Carol Haney, odtwórczyni roli Gladys.
Została dostrzeżona w teatrze przez Hala B. Wallisa, który zaproponował jej zdjęcia próbne do filmu, a następnie zaoferował podpisanie kontraktu z Paramount Pictures, który podpisała. Na ekranie zadebiutowała w filmie Alfreda Hitchcocka Kłopoty z Harrym (The Trouble with Harry, 1955). Największy wpływ w początkach kariery filmowej wywarli na niej Dean Martin i Jerry Lewis, z którym zagrała w swoim drugim filmie – Artyści i modele (Artists and Models, 1955). Za sprawą filmu Długi tydzień w Parkman (1958) rozpoczęła współpracę z Jamesem Deanem i Frankiem Sinatrą, z którymi współpracowała przez kolejne lata – wystąpili razem jeszcze w kilku produkcjach, takich jak m.in. Dziewczyna w hotelu (All in a Night’s Work, 1961) czy Ryzykowna gra (Ocean’s Eleven, 1960) oraz dawali codzienne występy estradowe w Las Vegas. Za rolę Ginny Moorehead w filmie Vincente Minellego Długi tydzień w Parkman (Some Came Running, 1958), również u boku Sinatry i Martina, otrzymała pierwszą w karierze nominację do Oscara – dla najlepszej aktorki pierwszoplanowej.
Zagrała główną rolę żeńską w komediodramacie Jacka Cardiffa Gejsza (My Geisha, 1962) z Yvesem Montandem, Robertem Cummingsem i Edwardem G. Robinsonem. Za tytułową rolę w komedii romantycznej Billy’ego Wildera Słodka Irma (Irma la Douce, 1963) otrzymała kolejną w karierze nominację do Oscara. W 1967 zasiadła w jury konkursu głównego na 20. MFF w Cannes. Zagrała tytułową bohaterkę, fordanserkę Charity Hope Valentine, w musicalu filmowym Boba Fosse’a Słodka Charity (Sweet Charity, 1969), który zebrał mieszane recenzje.
W 1970 poprowadziła serię cyklicznych programów telewizyjnych Świat Shirley (Shirley’s World). Na początku lat 70. wykreowała postać Sophie Bentwood w dramacie Franka D. Gilroya Pustka (Desperate Characters, 1971) i Norah Benson w horrorze Warisa Husseina Opętanie Joela Delaneya (The Possession of Joel Delaney, 1972). W tym okresie popadła w kryzys kariery, ponieważ przestała uważana za kasową aktorkę. Ponownie zaczęła pobierać lekcje tańca i zrzuciła 15 kg wagi, a w 1977 rozpoczęła występy w MGM Grand w Las Vegas z własnym show, z którym później objechała również Europę, a następnie występowała także w Palace Theater w Nowym Jorku. Do kina powróciła rolą Deedee Rodgers, byłej tancerki baletowej, która porzuca karierę na rzecz małżeństwa i dzieci, w dramacie obyczajowym Herberta Rossa Punkt zwrotny (The Turning Point, 1977), za którą to otrzymała kolejną w karierze nominację do Oscara dla najlepszej aktorki pierwszoplanowej. Odrzuciła propozycję zagrania Angelique, życiowej partnerki głównego bohatera, w autobiograficznym musicalu filmowym Boba Fosse’a Cały ten zgiełk (All That Jazz, 1979) i matki w horrorze Stevena Spielberga Duch (1982).
Zagrała Aurorę Greenway w komediodramacie Jamesa L. Brooksa Czułe słówka (Temps of Endearment, 1983), ekranizacji powieści Larry’ego McMurtry’ego o tym samym tytule. Ze względu na nieprzyjemną atmosferę panującą na planie Czułych słówek, m.in. częste spory z filmową córką, Debra Winger, i spięcia z reżyserem chciała przerwać zdjęcia i zerwać kontrakt. Za występ w tym filmie otrzymała w 1983 Oscara dla najlepszej aktorki. Odbierając statuetkę, powiedziała: „Zasłużyłam sobie na to”.
Za rolę zakonnicy Veroniki w komedii akcji Hala Needhama Wyścij armatniej kuli II (Cannonball Run II, 1984) była nominowana do Złotej Maliny dla najgorszej aktorki. Była współrealizatorką filmu dokumentalnego The Other Half of the Sky: A China Memoir (1975), który stworzyła na podstawie swoich wrażeń z podróży do Chin. Zagrała główną rolę w miniserialu ABC Out of a Limb (1987) zrealizowanym na podstawie jej książki autobiograficznej pt. Na krawędzi z 1983. W 1988 otrzymała nagrodę im. Cecila B. DeMille’a.
Na początku lat 90. zagrała główne role żeńskie: Doris Mann w komedii psychologicznej Mike’a Nicholsa Pocztówki znad krawędzi (Postcards from the Edge, 1990) z Meryl Streep oraz Pearl Berman w amerykańsko-japońskiej komedii romantycznej Beeban Lidron Druga miłość (Used People, 1992) z Marcelo Mastroiannim. W 1992 w duecie z Frankiem Sinatrą odbyła kilkumiesięczną trasę koncertową po USA. Zagrała Tess Carlisle, wdowę po byłym prezydencie, główną bohaterkę kasowej komedii Hugh Wilsona Strażnik pierwszej damy (Guarding Tess, 1994) z Nicholasem Cage’em. Powróciła do roli Aurory Greenway w filmie Roberta Harlinga Czułe słówka: ciąg dalszy (The Evening Star, 1996).
Napisała kilka książek autobiograficznych, m.in. Don’t Fall Off the Mountain (1970), Na krawędzi (Out on a Limb, 1983) i Moje szczęśliwe gwiazdy (My Lucky Stars, 1995).

## Życie prywatne
W 1954 wyszła za producenta filmowego Steve’a Parkera, z którym ma córkę Stephanie „Sachi” i rozwiodła się w 1982. Spotykała się z dziennikarzem i scenarzystą Peterem Hamillem. Na planie filmu Dwoje na huśtawce nawiązała romans z aktorem Robertem Mitchumem, z którym pozostawała w nieformalnym związku przez trzy lata. Podczas zdjęć do komediodramatu Gejsza nawiązała romans z Yvesem Montandem.
Jest wyznawczynią ruchu New Age. Utrzymuje, że w poprzednim życiu przed 35 tysiącami lat mieszkała na Atlantydzie i była siostrą nadprzyrodzonego bytu imieniem Ramtha, który komunikuje się ze światem za pośrednictwem medium J.Z. Knight.
Za sprawą Marlona Brando zaangażowała się w działania społeczne i politycznie. Podpisała się pod petycją złożoną gubernatorowi Sacramento przeciwko wymierzeniu kary śmierci Carylowi Chessmanowi. Zaangażowała się w działalność Pokojowego Komitetu Koordynacyjnego Studentów, stowarzyszenia działającego na rzecz praw obywatelskich czarnoskórych mieszkańców USA i przeciwko segregacji rasowej. Została delegatką Roberta Kennedy’ego z ramienia stanu Kalifornian na ogólnokrajową konwencję Partii Demokratycznej w 1968. Pracowała w sztabie George’a McGoverna przez wyborami prezydenckimi w USA w 1972. Po przegranej McGoverna w wyborach zaniechała działalności w sferze polityki wewnętrznej i zainteresowała się polityką międzynarodową. Podczas wizyty na Kubie po premierze filmu Punkt zwrotny w 1977 spotkała się z Fidelem Castro. Tłumacząc swoją aktywność na scenie politycznej, w liście otwartym opublikowanym w „New York Timesie” wyjaśniła: „Poszukiwanie humanitarnych rozwiązań w sferze istniejących problemów społecznych jest obowiązkiem wszystkich obywateli, w tym również artystów. Ludzie właśnie dlatego przyznają artystom prawo do roli proroków i orędowników przemian społecznych, ze widzą ich głębokie zainteresowanie wszelkimi dziedzinami życia i działalności ludzkiej. Polityka pozbawina tego wszystkiego, co stanowi istotę sztuki – intuicji, litości, dowcipu, uśmiechu – jest z góry skazana na klęskę; staje się jałową, oderwaną od życia abstrakcją”.

## Filmy fabularne
- 1955: Artyści i modele (Artists and Models) jako Bessie Sparrowbrush
- 1955: Kłopoty z Harrym (The Trouble with Harry) jako Jennifer Rogers
- 1956: W 80 dni dookoła świata[47] jako księżniczka Aouda
- 1958: Swatka (The Matchmaker) jako Irene Molloy
- 1958: Jeden przeciw wszystkim (The Sheepman) jako Dell Payton
- 1958: Długi tydzień w Parkman (Some Came Running) jako Ginny Moorhead
- 1958: Hot Spell jako Virginia Duval
- 1959: Jak zdobyć męża (Ask Any Girl) jako Meg Wheeler
- 1959: Career jako Sharon Kensington
- 1960: Ocean’s Eleven jako Tipsy Girl
- 1960: Garsoniera (The Apartment) jako Fran Kubelik
- 1960: Kankan (Can-Can) jako Simone Pistache
- 1961: Niewiniątka (The Children’s Hour) jako Martha Dobie
- 1961: Two Loves jako Anna Vorontosov
- 1961: Dziewczyna w hotelu (All in a Night’s Work) jako Katie Robbins
- 1962: Dwoje na huśtawce (Two for the Seesaw) jako Gittel Mosca
- 1962: Gejsza (My Geisha) jako Lucy Dell / Yoko Mori
- 1963: Słodka Irma (Irma la Douce) jako Irma
- 1964: Żółty Rolls-Royce (The Yellow Rolls-Royce) jako Mae Jenkins
- 1964: Pięciu mężów pani Lizy (What a Way to Go!) jako Louisa Foster
- 1965: John Goldfarb, Please Come Home jako Jenny Ericson
- 1966: Gambit jako Nicole Chang
- 1967: Siedem razy kobieta (Woman Times Seven) jako Paulette / Maria Teresa[48]
- 1968: The Bliss of Mrs. Blossom jako Harriet Blossom
- 1969: Słodka Charity (Sweet Charity) jako Charity Hope Valentine
- 1970: Dwa muły dla siostry Sary (Two Mules for Sister Sara) jako Sara
- 1971: Pustka (Desperate Characters) jako Sophie Bentwood
- 1972: Opętanie Joela Delaneya (The Possession of Joel Delaney) jako Norah Benson
- 1975: The Other Half of the Sky: A China Memoir
- 1977: Punkt zwrotny (The Turning Point) jako Deedee Rodgers
- 1979: Wystarczy być (Being There) jako Eve Rand
- 1980: Zmiana pór roku (A Change of Seasons) jako Karyn Evans
- 1980: Nieoczekiwany romans (Loving Couples) jako Evelyn
- 1983: Czułe słówka (Terms of Endearment) jako Aurora Greenway
- 1984: Wyścig armatniej kuli II (Cannonball Run II) jako Veronica
- 1988: Madame Sousatzka jako madame Sousatzka
- 1989: Stalowe magnolie (Steel Magnolias) jako Ouiser Boudreaux
- 1990: Czekając na światło (Waiting for the Light) jako Aunt Zena
- 1990: Pocztówki znad krawędzi (Postcards from the Edge) jako Doris Mann
- 1992: Druga miłość (Used People) jako Pearl Berman
- 1993: Zapasy z Ernestem Hemingwayem (Wrestling Ernest Hemingway) jako Helen
- 1994: Strażnik pierwszej damy (Guarding Tess) jako Tess Carlisle
- 1995: Walc z West Side'u (The West Side Waltz) jako Margaret Mary Elderdice
- 1996: Czułe słówka: ciąg dalszy (The Evening Star) jako Aurora Greenway
- 1996: Pani Winterbourne (Mrs. Winterbourne) jako Grace Winterbourne
- 1997: Twój uśmiech (A Smile Like Yours) jako Martha
- 1999: Joanna d’Arc (Joan of Arc) jako madame de Beaurevoir
- 2000: Bruno jako Helen
- 2001: Wieczny blask gwiazd (These Old Broads) jako Kate Westbourne
- 2002: Hell on Heels: The Battle of Mary Kay jako Mary Kay Ash
- 2002: Salem Witch Trials jako Rebecca Nurse
- 2003: Carolina jako babcia Mirabeau
- 2005: Czarownica (Bewitched) jako Iris Smythson / Endora
- 2005: Siostry (In Her Shoes) jako Ella
- 2005: Z ust do ust (Rumor Has It...) jako Katharine Richelieu
- 2007: Znak miłości (Closing the Ring) jako Ethel Ann
- 2008: Coco Chanel jako starsza Coco Chanel
- 2008: Ania z Zielonego Wzgórza – Nowy początek[49] jako Amelia Thomas
- 2010: Walentynki (Valentine’s Day) jako Estelle
- 2011: Bernie jako Marjorie Nugent
- 2013: Sekretne życie Waltera Mitty (The Secret Life of Walter Mitty) jako Edna Mitty
- 2014: Elsa & Fred jako Elsa Hayes
- 2016: Wild Oats jako Eva
- 2017: Ostatnie słowo (The Last Word) jako Harriett Lauler
- 2018: Mała syrenka (The Little Mermaid ) jako babcia Eloise
- 2019: Noelle jako Elf Polly
- 2022: American Dreamer jako Astrid Fanelli

## Seriale telewizyjne
- 1955: Shower of Stars
- 1971–1972: Shirley's World jako Shirley Logan
- 1998: M. Barysznikow – bajki z mojego dzieciństwa Dziadek do orzechów[50] jako głos

## Scenariusz
- 1975: The Other Half of the Sky: A China Memoir
- 1987: Out on a Limb
- 1999: Kingdom Come

## Reżyseria
- 1975: The Other Half of the Sky: A China Memoir
- 2000: Bruno

## Produkcja
- 1974: Shirley MacLaine: If They Could See Me Now (producent)
- 1975: The Other Half of the Sky: A China Memoir (producent)
- 1977: The Shirley MacLaine Special: Where Do We Go from Here? (prod. wykonawczy)
- 1982: Shirley MacLaine... Illusions (producent)

## Nagrody
- 1984 Nagroda Akademii Filmowej Najlepsza aktorka pierwszoplanowa: Czułe słówka
- Złoty Glob
  - 1955 Najbardziej obiecująca debiutantka
  - 1961 Garsoniera
  - 1964 Najlepsza aktorka w filmie komediowym lub musicalu:  Słodka Irma
  - 1984 Czułe słówka
  - 1988 Najlepsza aktorka w filmie dramatycznym: Madame Sousatzka
  - 1998 Nagroda im. C.B. DeMille’a

- Nagroda BAFTA
  - 1960 Jak zdobyć męża
  - 1961 Najlepsza aktorka zagraniczna:  Garsoniera
- Nagroda na MFF w Berlinie
  - 1959 Jak zdobyć męża
  - 1971 Najlepsza aktorka: Pustka
  - 1999 Honorowy Złoty Niedźwiedź